# Aljo Beran
Aljo Beran, rodným jménem Alois Beran (15. dubna 1907, Krakov – 22. října 1990, Olomouc) byl malíř, který je svou tvorbou neoddělitelně spjat s městem Olomoucí a jejím okolím.

## Životopis
Maturoval na olomouckém reálném gymnáziu, studoval architekturu na České vysoké škole technické v Brně a později i UMPRUM a FF v Praze. Po ukončení studia působil ve druhé polovině třicátých let jako středoškolský profesor na reálných gymnáziích v Třebíči, Uherském Hradišti, Zábřeze, Olomouci a Ostravě. Pravidelně navštěvoval Hukvaldy a vrchy kolem Soláně, kde hodně maloval. Po válce se stal pedagogem Katedry výtvarné výchovy FF Univerzity Palackého v Olomouci. Jako docent působil v roli vedoucího Katedry výtvarné teorie a výchovy FF UP.
Za svého života byl členem a organizátorem několika skupin výtvarných umělců (Skupina výtvarných umělců v Brně, Skupina olomouckých výtvarníků, Moravskoslezské sdružení výtvarných umělců atd.). Od roku 1977 je čestným předsedou Klubu přátel výtvarného umění v Olomouci. Jeho práce obsahuje celou škálu námětů a výtvarných technik. Za svůj život vytvořil nespočet výtvarných děl, výrazně se podílel i na obnovení olomoucké univerzity po roce 1945. Je autorem i dosud užívaného znaku Univerzity Palackého v Olomouci.
V předválečném období spolupracoval s nakladatelstvím svého bratra Čeňka Berana, s nímž navrhoval obálky knih a knižní grafiku (např. Stužkonoska modrá Petra Bezruče). Bratr Čeněk byl německou správou popraven v Kounicových kolejích v Brně 19. června 1942 pro „rušení veřejného pořádku a bezpečnosti a pro přípravu velezrady“. 
Od 50. let žil na Pohořanech u Olomouce. 
Jeho dílo se nachází v českých, moravských i zahraničních galeriích a v soukromém vlastnictví. Jeho dcerou byla česká výtvarná estetička a kunsthistorička Věra Beranová (1947–2023).

## Galerie

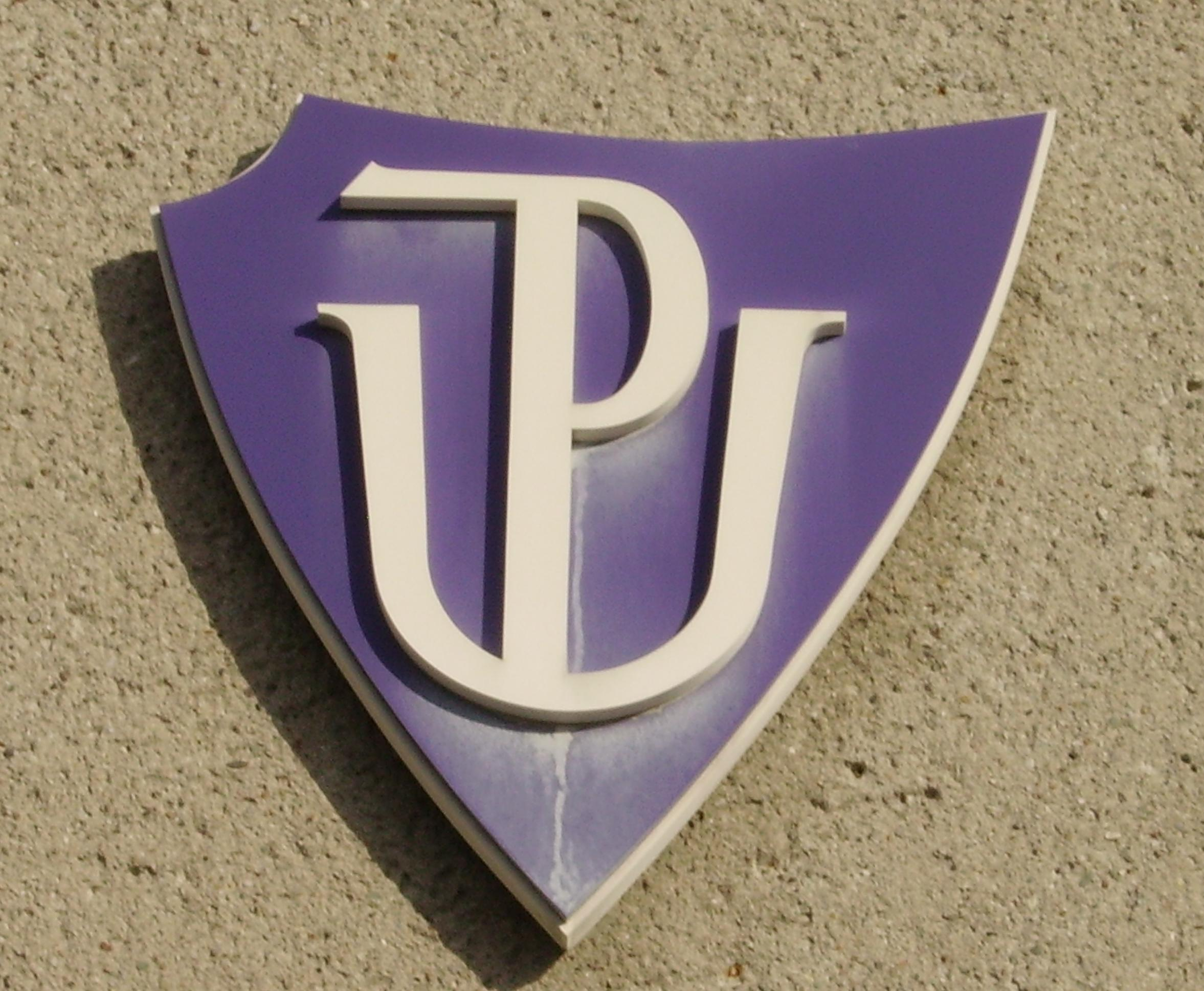
Znak Univerzity Palackého v Olomouci, jehož je autorem.